# Peetz
Peetz è un centro abitato (town) degli Stati Uniti d'America, situato nella contea di Logan dello Stato del Colorado. Nel censimento del 2000 la popolazione era di 227 abitanti.

## Geografia fisica
Secondo i rilevamenti dell'United States Census Bureau, Peetz si estende su una superficie di 0,5 km².